# Calliopsis chlorops
Calliopsis chlorops là một loài Hymenoptera trong họ Andrenidae. Loài này được Cockerell mô tả khoa học năm 1899.